# ダニエラ・デル・ディン
ダニエラ・デル・ディン（Daniela Del Din、1969年9月29日 - ）は、サンマリノのサンマリノ市出身の女子射撃選手。
2005年にスペインのアルメリアで開催された地中海競技大会ではサンマリノの選手の中で唯一となる銀メダルを獲得している。2007年にはキプロスのニコシアで開催されたISSF世界射撃選手権に出場、女子トラップで銅メダルを獲得した。2008年の北京オリンピックではサンマリノ選手団の旗手を務めた。競技では射撃の女子トラップ種目に出場し、出場20選手中15位に終わった。